# Post-Vulgate
Pour les articles homonymes, voir Vulgate (homonymie).

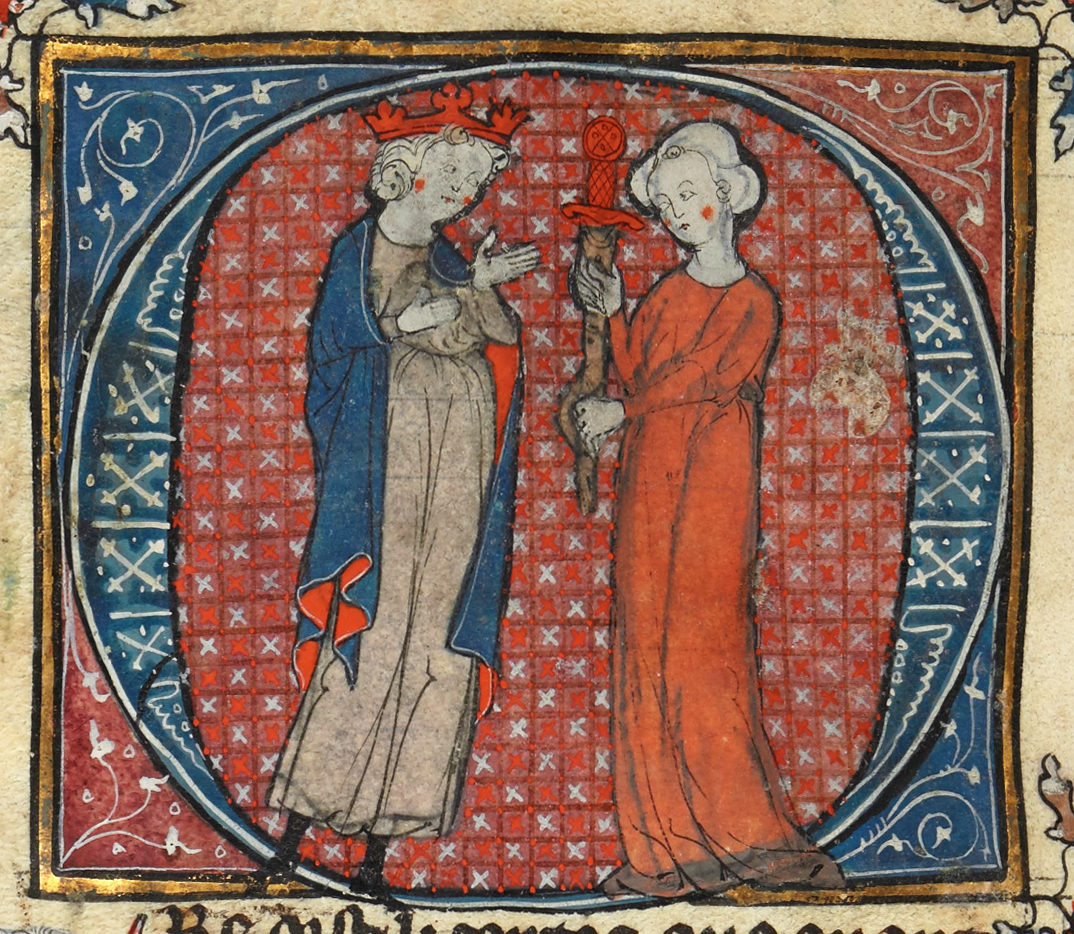
Suite du Roman de Merlin

Le cycle Post-Vulgate ou Suite Post-Vulgate est un ensemble de récits anonymes en prose française ayant pour thème principal la quête du Graal par les chevaliers de la table ronde, rédigés probablement entre 1230 et 1240. Il est aussi appelé Roman du Graal, titre qui peut prêter à confusion car il est également utilisé pour d’autres œuvres du cycle arthurien. Ecrit anonymement, probablement vers 1230-1240, le cycle Post-Vulgate est une tentative de créer une plus grande unité dans le matériau que le Lancelot-Graal, dont il reprend une grande partie,  et est comme lui basé sur Robert de Boron et Wace. L’intrigue sentimentale est sérieusement réduite par rapport au Lancelot-Graal, d'où la disparition de la section Lancelot, et tout ce qui détourne de la spiritualité est condamné. Des éléments du Tristan en prose sont intégrés. L’ensemble offre plus de cohérence entre les différentes sections que le Lancelot-Graal. Cet ensemble est qualifié de « Post-Vulgate » par opposition au Lancelot-Graal, connu sous le nom de « Cycle de la Vulgate ».
Le cycle post-Vulgate a été traduit et adapté au Portugal et en Espagne. La version moderne est une reconstitution à partir de fragments français, espagnol et portugais. 
C’est, comme le Lancelot-Graal, une importante source pour Le Morte d'Arthur de Thomas Malory. 
Le cycle est divisé en trois ou quatre sections (La Queste et La Mort Artu peuvent être regroupées en une section) : 
- L’Estoire del Saint Grail, assez semblable à la section du même titre du Lancelot-Graal.
- L’Estoire de Merlin du Lancelot-Graal et du cycle Post Vulgate partagent une partie similaire ; la continuation de la Post Vulgate (Huth-Merlin) comprend de nombreuses aventures d’Arthur et de ses chevaliers ainsi que des détails sur la conception et la naissance de Mordred et le don de l’épée par la Dame du Lac ; des éléments proviennent du Tristan en prose. Cette section est aussi nommée Suite du Roman de Merlin, « suite romanesque » Merlin-Huth ou suite-Huth (d'après le nom de son ancien propriétaire).
- La Queste del Saint Graal diffère sensiblement en ton et contenu de l’équivalent du Lancelot-Graal, et contient aussi des éléments issus du Tristan en prose comme le personnage de Palamède.
- La Mort Artu suit de près le Lancelot-Graal mais est mieux reliée aux sections précédentes.

Aucune « forme complète continue ou entièrement cohérente » ne nous étant parvenue, le cycle a été reconstruit par Fanni Bogdanow à partir de fragments de vieux français, de castillan, de vieil espagnol et de galicien-portugais.